# Австрійці
Австрійці (нім. Österreicher) — основне населення Республіки Австрія та її історичних попередників, яке є носієм спільної австрійської культури і вважає німецьку мову рідною. Через спільну історію та перебування у Священній Римській імперії до 1806 року германомовних австрійців вважали етнографічною групою німців, але після заснування Німецької імперії у 1871 та подій Другої світової війни у сучасній етнології таке визначення вважають застарілим або просто образливим щодо основної етнічної групи Австрії.
У світі нараховують близько 7,5 мільйонів австрійців.

## Етногенез

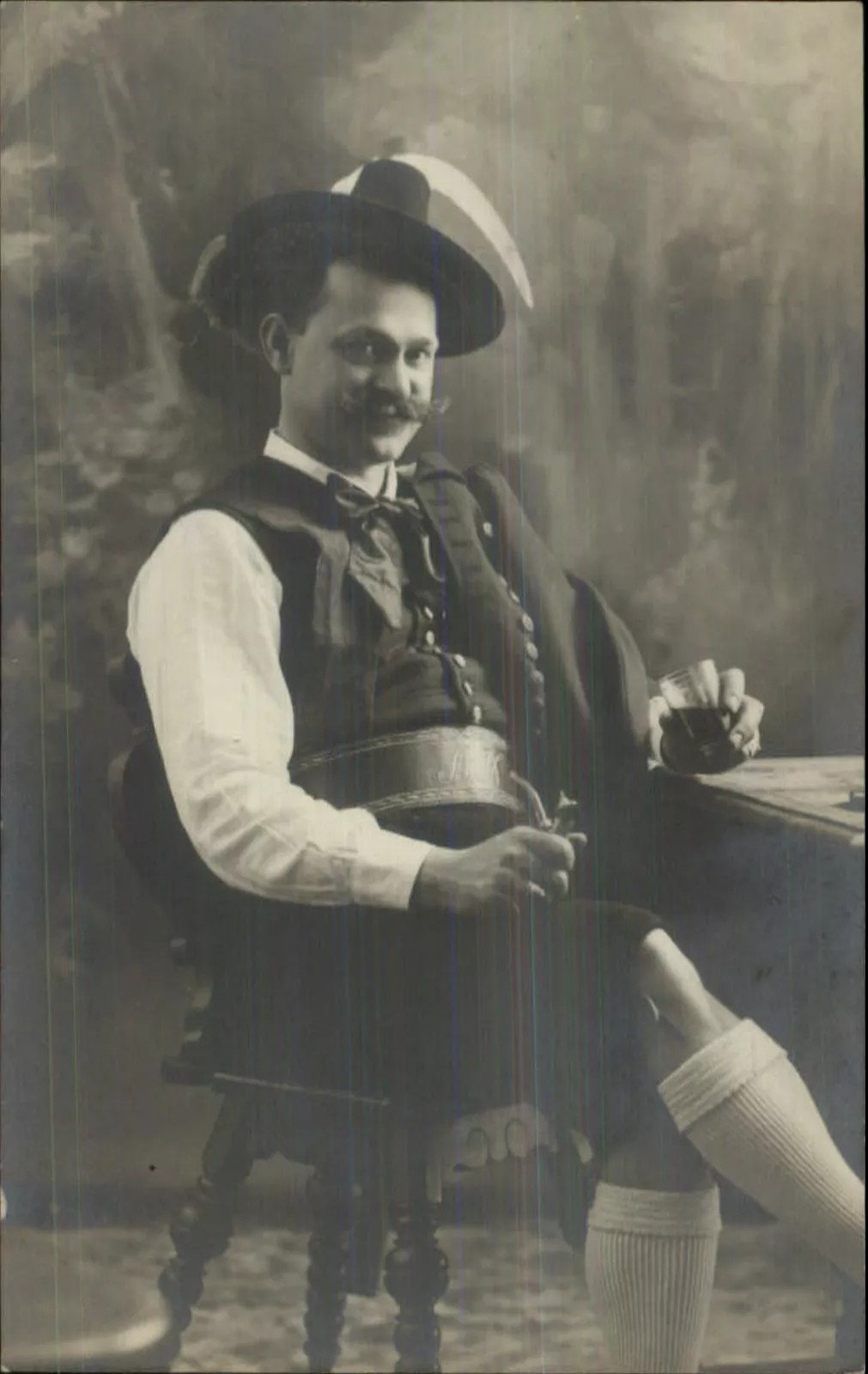
Австрієць у національному костюмі, Інсбрук, листівка поч. ХХ ст.

Етнічна історія австрійців вельми складна. В історичну епоху раннє населення австрійських земель складали іллірійці, кельти, в Тіролі та Форарльберзі жили рети. Завоювання римлянами близько початку нашої ери призвело до романізації цих місцевих племен. В етногенезі австрійців також певну роль відіграли різні племена, які в перших століттях нашої ери переселялися через територію Австрії — маркомани, готи, гуни, лангобарди, авари та інші. В VI сторіччі нашої ери східні та південно східні землі сучасної Австрії почали заселяти слов'яни, а північно-західні — германці, головним чином бавари. Форарльберг та частину Тіроля заселили — алемани. Ці германські племена що змішалися з романізованим населенням та пізніше асимілювали слов'ян і склали етнічну основу австрійців. Також важливу роль відіграли вікові зв'язки та контакти з іншими регіонами Придунав'я та Італії.